# St-Georges (Cannes-Écluse)
Koordinaten: 48° 21′ 54,1″ N, 2° 59′ 6″ O

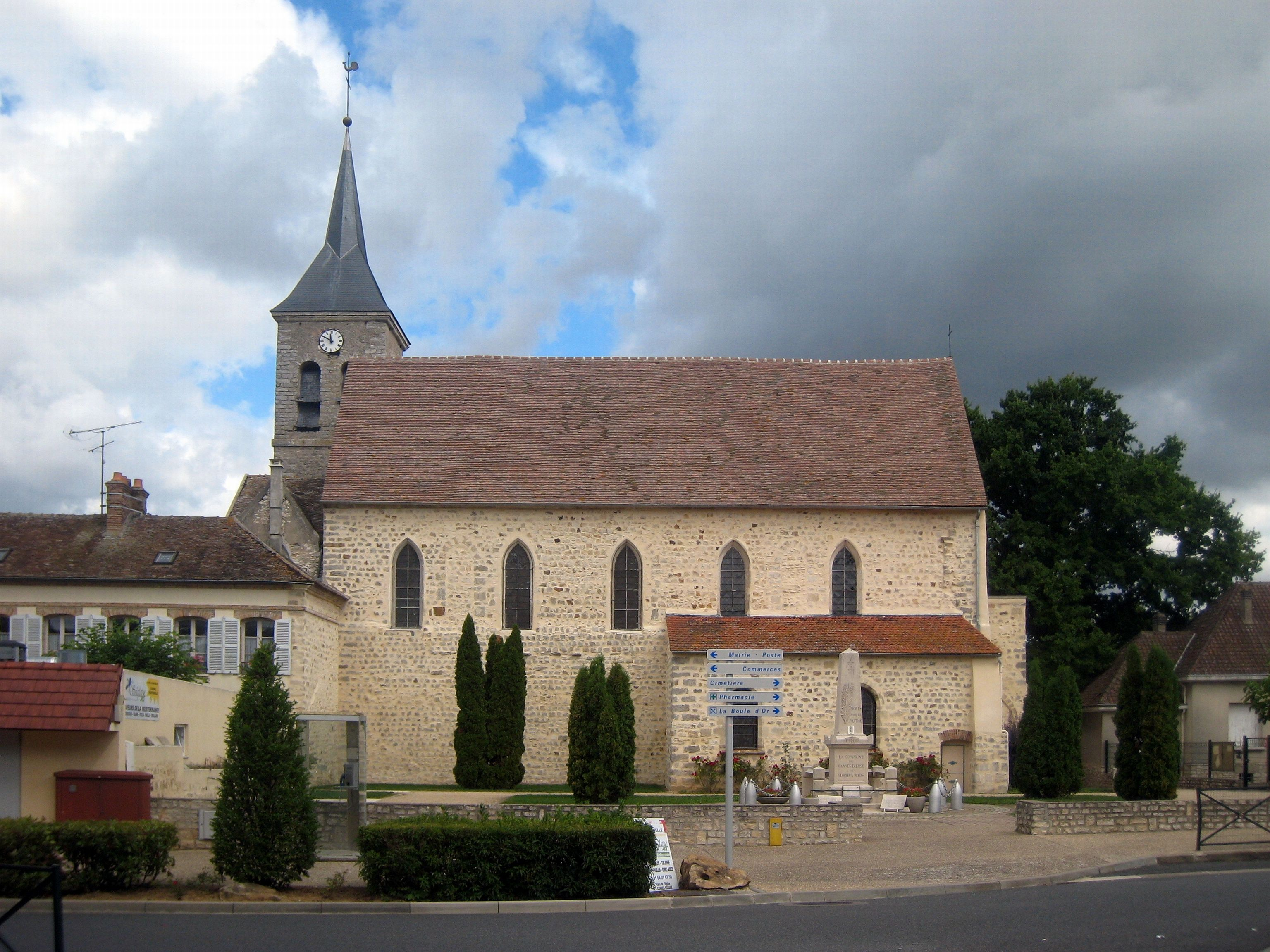
Kirche Saint-George in Cannes-Écluses

Die katholische Pfarrkirche Saint-Georges in Cannes-Écluse, einer französischen Gemeinde im Département Seine-et-Marne in der Region Île-de-France, wurde im 13. Jahrhundert errichtet.
Ursprünglich gehörte die Kirche zum Priorat der Abtei Saint-Martin-des-Champs in Paris. Später wurde sie erweitert und durch eine Holzwand in eine Pfarrkirche und eine Prioratskirche aufgeteilt.
Im 19. Jahrhundert fanden umfangreiche Restaurierungsarbeiten statt, wobei versucht wurde, den gotischen Zustand wiederherzustellen.